# Alaric Searle
Alaric Searle (* 1962) ist ein britischer Neuzeithistoriker.

## Leben
Searle kam 1989 nach Deutschland. Nach der Promotion 1998 an der FU Berlin bei Hagen Schulze war er von 1998 bis 2001 wissenschaftlicher Mitarbeiter am Historischen Seminar der LMU München. Nach der dortigen Habilitation 2011 war er von 2015 bis 2023 Professor of Modern European History an der University of Salford. Seit 2023 ist er Leitender Wissenschaftler und Leiter der Abteilung Forschung am Zentrum für Militärgeschichte und Sozialwissenschaften der Bundeswehr. Seit 2024 lehrt er zudem als Honorarprofessor an der Philosophischen Fakultät der Universität Potsdam.
Seine wissenschaftlichen Interessen sind deutsche, britische, chinesische und Militärgeschichte im 19. und 20. Jahrhundert, Globalgeschichte und Geschichte des militärischen Denkens.
Searle ist verheiratet und hat zwei Kinder.

## Schriften (Auswahl)
- Major-General J.F.C. Fuller and Marshal M. N. Tukhachevskii – A Comparison. The Role of Military Theory and Military Doctrine in the Development of Armoured Warfare  (= Beiträge zur Sicherheitspolitik und Strategieforschung. Nr. 3). Universität der Bundeswehr München, München 1996.
- Wehrmacht Generals, West German Society, and the Debate on Rearmament, 1949–1959. Praeger, Westport 2003, ISBN 0-275-97968-7.
- Armoured Warfare: A Military, Political and Global History.  Bloomsbury Academic, London 2017, ISBN 978-1-4411-7918-0.